# 中国南海研究院
中国南海研究院（英語：National Institute for South China Sea Studies）是以南海为专门研究对象并从事相关学术交流的专业学术研究机构，是隶属于海南省人民政府的正厅级事业单位。总部位于海南省海口市江东新区。根据2018年中国智库发展报告，该机构在国内智库综合影响力排名第48。

## 发展历史
中国南海研究院的前身是创立于1996年的“海南南海研究中心”。2004年7月，经中华人民共和国国务院批准，“海南南海研究中心”正式更名为“中国南海研究院”，并升为正厅级事业单位。2013年1月成立“中国南海研究院北京分院”。2016年3月，“中国-东南亚南海研究中心”正式成立，是第一家在中国境内设立的以南海为研究对象的国际合作研究机构，2017年6月，中国南海研究院与武汉大学中国边界与海洋研究院被纳入国家高端智库培育名单。 